# Gornji Višnjik
Gornji Višnjik (cyr. Горњи Вишњик) – wieś w Bośni i Hercegowinie, w Republice Serbskiej, w gminie Derventa. W 2013 roku liczyła 79 mieszkańców.